# Freiberga (distrito)

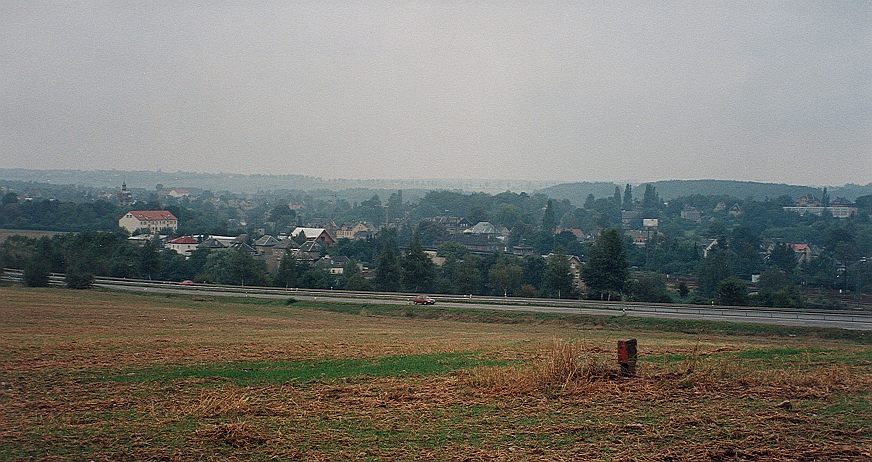
Niederwiesa, Landkreis Freiberg, Saxónia.

Freiberga (em alemão: Freiberg) foi um distrito (Landkreis) da Alemanha até 31 de julho de 2008. Estava localizado na região de Chemnitz, no estado da Saxônia. Fazia fronteira com o distrito de Mittlerer Erzgebirgskreis, a cidade-livre de Chemnitz, os distritos de Mittweida, Meißen e Weißeritzkreis, e pela República Tcheca.

## História
O distrito foi estabelecido em 1994, pela junção dos antigos distritos de Freiberga, Brand-Erbisdorf e Flöha. O distrito deixou de existir a partir de 1 de agosto de 2008, após reforma distrital ocorrida na Saxônia, quando os distritos de Döbeln, Freiberg e Mittweida foram unidos para formar o novo distrito de Mittelsachsen.

## Geografia
O distrito está localizado na face norte das Montanhas Ferrosas. O rio mais extenso na região é o Rio Mulde, que nasce no território tcheco e corre sentido norte.

## Brasão de armas
O brasão de armas mostra:
- o leão representando a Saxônia;
- as ferramentas representando a tradição mineira nas Montanhas Ferrosas.

## Cidades e Municipalidades
O distrito estava subdividido nas seguintes cidades e municípios:
| Cidades | Municipalidades | |
| --- | --- | --- |
| 1. Augustusburg 2. Brand-Erbisdorf 3. Flöha 4. Frauenstein 5. Freiberga 6. Großschirma 7. Oederan 8. Sayda | 1. Bobritzsch 2. Dorfchemnitz 3. Eppendorf 4. Falkenau 5. Frankenstein 6. Gahlenz 7. Großhartmannsdorf 8. Halsbrücke | 1. Hilbersdorf 2. Leubsdorf 3. Lichtenberg 4. Mulda 5. Neuhausen 6. Niederschöna 7. Niederwiesa 8. Oberschöna 9. Rechenberg-Bienenmühle 10. Reinsberg 11. Weißenborn |